# Xhezair Zaganjori
Xhezair Zaganjori (ur. 9 marca 1957 w Szkodrze) – albański prawnik, ambasador Republiki Albanii w Niemczech, autor kilku książek i artykułów naukowych.

## Życiorys
Ukończył Wydział Prawa na Uniwersytecie w Tiranie w 1981 roku. Od tego czasu pracuje jako wykładowca prawa międzynarodowego na tym uniwersytecie.
W latach 1992–1997 był ambasadorem Republiki Albanii w Niemczech.
W latach 1998–1999 podczas studiów z zakresu prawa międzynarodowego na Uniwersytecie w Heidelbergu, pracował w Instytucie Maxa Plancka.
W latach 2003–2013 był członkiem albańskiego Trybunału Konstytucyjnego.
W roku 2009 uzyskał tytuł profesora.
22 marca 2013 roku został członkiem Sądu Najwyższego, a 24 kwietnia tego roku został powołany na urząd przewodniczącego tej instytucji. W wyniku procesu lustracji, w lipcu 2019 Zaganjori został odwołany z funkcji przewodniczącego Sądu Najwyższego.